# Mercedes-Benz W 10
La Mercedes-Benz W 10, appelée Mannheim 350, a remplacé la 350 en 1929. Le design de Ferdinand Porsche a été revu par Hans Nibel. Les modèles cabriolet de la gamme W 10 sont souvent simplement appelés Mercedes Roadster.

## Type Mannheim 350 (1929-1930)
La conception de base est la même que celle du modèle précédent, mais la voiture a un empattement plus court de 230 mm et elle est légèrement plus légère. En plus d'une voiture de tourisme, d'une berline quatre portes et d'une limousine Pullman, il y avait aussi un cabriolet D.
Le moteur, un six cylindres en ligne contrôlé par les données d'une cylindrée de 3 444 cm³, a également été repris de la prédécesseur. Dans la nouvelle voiture, il développe 70 ch (51 kW) et entraîne les roues arrière via une boîte de vitesses à trois rapports avec un décalage central. Un autre nom pour la voiture est donc "14/70 PS". Comme pour les prédécesseurs, le châssis utilisait une conception standard avec un cadre profilé en U, des essieux rigides et des ressorts à lames semi-elliptiques. Les quatre roues ont des freins à câble. La vitesse maximale est de 95 km/h.

## Type Mannheim 370 (1929-1935)
Parallèlement à la Mannheim 350, un véhicule avec un moteur de 3,7 litres est apparu. Ce moteur a une cylindrée de 3 689 cm³ et une puissance de 75 ch (55 kW). C'est pourquoi ce modèle s'appelait "15/75 PS". Une surmultiplication (1:0.76) était également disponible en option pour la boîte de vitesses à trois rapports. En plus des carrosseries mentionnées ci-dessus, le cabriolet C était également disponible en carrosserie d'usine. Les voitures atteignent une vitesse de pointe de 100 km/h.

## Type Mannheim 370 K (WK 10, 1930-1933)
Seuls les cabriolet C et cabriolet NC étaient proposés sur un châssis avec un empattement raccourci de 175 mm. Ces modèles atteignaient une vitesse de pointe de 105 km/h.

## Type Mannheim 370 S (WS 10, 1930-1933)

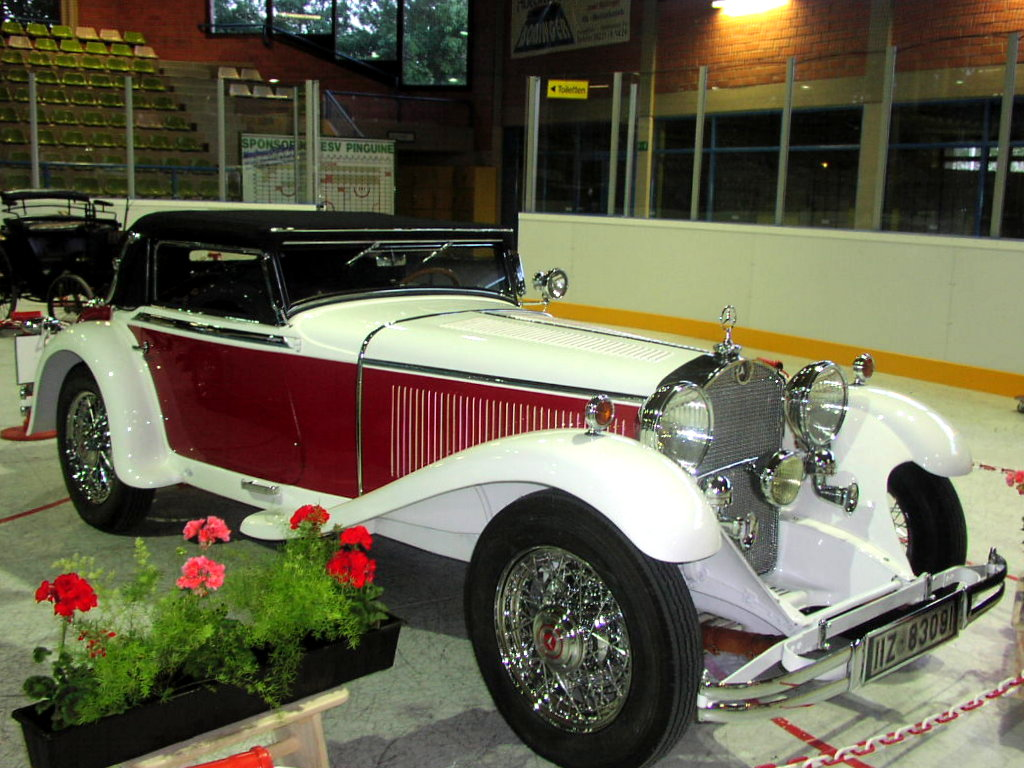
Mercedes-Benz Type Mannheim 370 S (1931)

Un roadster et un cabriolet sport ont été fabriqués sur un châssis encore plus court (empattement de 2 850 mm). La vitesse de pointe était de 115 km/h. Au cours de la dernière année de production, il n'y avait qu'un moteur révisé pour ces modèles, qui délivrait désormais 78 ch (57,3 kW) à une vitesse de 3 400 au lieu de 3 300 tr/min et avec un taux de compression de 1:5,75 au lieu de 1:5,5.

## Type Mannheim 380 S (W 10, 1932-1933)
La Type Mannheim 380 S avec moteur huit cylindres en ligne à soupapes latérales était proposé sur le châssis Mannheim normal avec un empattement de 3 200 mm. Ce moteur a une cylindrée de 3 820 cm³ et développe 80 ch (59 kW), c'est pourquoi le véhicule était également vendu sous le nom de "15/80 PS". Les véhicules, qui étaient disponibles en cabriolets A, B ou C avec des essieux rigides à ressorts à lames, atteignaient une vitesse de pointe de 120 km/h.
En 1933, la gamme de modèles a été remplacée par la Type 290 et la Type 380.

## Répliques
En Allemagne, le constructeur automobile bavarois Scheib produit la W 10 en réplique sous le nom de Mercedes Roadster 33. Elle est équipée de moteur à plat de Volkswagen des modèles Volkswagen 1302 et 1303 antérieurs. La puissance est d'environ 34 à 50 ch. Pour éviter que la carrosserie ne rouille, le fabricant utilise du polyester renforcé de fibres de verre. La technologie et les pièces de véhicules utilisées pour la réplique proviennent d'unités de modèles Volkswagen 1200 et 1300 mises au rebut.

## Chiffres de production W 10
| Année                          | 1929 | 1930 | 1931 | 1932 | 1933 | 1934 | total |
| ------------------------------ | ---- | ---- | ---- | ---- | ---- | ---- | ----- |
| W 10 - Mannheim 350 (14/70)    | 17   | 48   | 0    | 0    | 0    | 0    | 65    |
| W 10 - Mannheim 370 (15/75)    | 41   | 507  | 253  | 167  | 165  | 29   | 1162  |
| W 10 - Mannheim 370 K (15/75)  | 0    | 0    | 122  | 84   | 7    | 0    | 213   |
| WS 10 - Mannheim 370 S (15/75) | 0    | 0    | 117  | 64   | 2    | 0    | 183   |